# Mhawet
Le mhawet, ou tajine el hout, est un plat traditionnel algérien à base de kefta, originaire du Constantinois.

## Description
Tajine el hout se traduit par « tajine de poissons », ce qui est trompeur, car la viande hachée est en fait assaisonnée avec une marinade utilisée essentiellement pour les poissons appelée dersa.
Le mhawet est un mets fait de viande hachée moulée en forme de doigt, frite puis mijotée dans une sauce parfumée aux herbes aromatiques et épices, telles que le ras el hanout. Ce plat se prépare souvent avec des olives confites.